# Hrabstwo Hughes (Dakota Południowa)
Hrabstwo Hughes (ang. Hughes County) – hrabstwo w stanie Dakota Południowa w Stanach Zjednoczonych. Obszar całkowity hrabstwa obejmuje powierzchnię 800,29 mil² (2072,74 km²). Według szacunków United States Census Bureau w roku 2009 miało 16 969 mieszkańców.
Hrabstwo powstało w 1880 roku. Na jego terenie znajdują się następujące gminy (townships): Raber i Valley.

## Miejscowości
- Blunt
- Harrold
- Pierre